# Ray-J
William Ray Norwood Jr. (McComb, Misisipi; 17 de enero de 1981), conocido profesionalmente como Ray-J, es un cantante de R&B y actor estadounidense, hermano de la también cantante Brandy Norwood.

## Vida y carrera
Hijo del mánager Willie Norwood, Ray-J ha tenido una carrera musical de menor éxito que surgió a finales de los 90 y que actualmente trabaja bajo su propio sello discográfico, Knockout Entertainment, una empresa conjunta con Sanctuary Records Group. Gracias a una estrecha relación de amistad con la ya fallecida cantante y actriz Whitney Houston Ray consiguió adquirir cierta notoriedad. Actualmente, Ray es el presentador del show de BET (Black Entertainment Television); The BET.com Countdown.
En febrero de 2007, un vídeo pornográfico casero que realizó junto a su entonces novia Kim Kardashian en 2003, "Kim Kardashian, Superstar", fue hecho público. Kardashian demandó a Vivid Entertainment por los derechos del vídeo. En abril de 2007, Kardashian retiró la demanda y vendió el contenido a Vivid Entertainment por 5 millones de dólares.
En agosto de 2016, Ray J se casó con Princess Love. Los dos protagonizaban "Love & Hip Hop: Hollywood". Su primera hija, Melody Love Norwood, nació el 22 de mayo de 2018. En agosto de 2019 anunció que sería padre por segunda vez. Su segundo hijo, un varón llamado Epik Ray Norwood, nació en diciembre de 2019.

## Discografía

### Álbumes
- Everything You Want (1997) #33 US
- This Ain't A Game (2001) #21 US
- Raydiation (2005) #48 US
- All I Feel (2008) #7 US

### Singles
| Año  | Canción                                 | Posiciones en lista | Posiciones en lista | Posiciones en lista | Álbum                                   |
| Año  | Canción                                 | US Hot 100          | US R&B/Hip-Hop      | UK Singles Chart    | Álbum                                   |
| ---- | --------------------------------------- | ------------------- | ------------------- | ------------------- | --------------------------------------- |
| 1997 | "Let It Go"                             | #25                 | #17                 | -                   | Everything You Want                     |
| 1997 | "Everything You Want"                   | #83                 | #29                 | -                   | Everything You Want                     |
| 1997 | "That's Why I Lie"                      | -                   | -                   | #71                 | Everything You Want                     |
| 2001 | "Another Day In Paradise" (con Brandy)  | -                   | -                   | #1                  | Full Mooon [UK Version] / Urban Renewal |
| 2001 | "Wait a Minute" (con Lil' Kim)          | #30                 | #8                  | #54                 | This Ain't a Game                       |
| 2001 | "Formal Invite" (con Pharrell Williams) | -                   | #54                 | -                   | This Ain't a Game                       |
| 2005 | "One Wish"                              | #11                 | #3                  | #26                 | Raydiation                              |
| 2006 | "One Wish" [RU Re-Editado]              | -                   | -                   | #13                 | Raydiation                              |
| 2006 | "What I Need"                           | #111                | #58                 | -                   | Raydiation/Born Without a Face OST      |
| 2008 | "Sexy Can I" (con Yung Berg)            | #3                  | #4                  | -                   | All I Feel                              |